# Bahnstrecke Altshausen–Schwackenreute
| |                                                                         |                                                            |                                                            |
| Streckennummer (DB): | 4551 (Altshausen–Burgweiler Strw) 4333 (Schwackenreute–Burgweiler Strw) |                                                            |                                                            |
| Kursbuchstrecke (DB): | 754 304g (1946) 320b (1944)                                             |                                                            |                                                            |
| Streckenlänge: | 41,070 km                                                               |                                                            |                                                            |
| Spurweite: | 1435 mm (Normalspur)                                                    |                                                            |                                                            |
| Streckenklasse: | CE (Altshausen–Burgweiler) C2 (Burgweiler–Pfullendorf)                  |                                                            |                                                            |
| Maximale Neigung: | 11,3 ‰                                                                  |                                                            |                                                            |
| Minimaler Radius: | 550 m                                                                   |                                                            |                                                            |
| Streckengeschwindigkeit: | 50 km/h                                                                 |                                                            |                                                            |
| Zugbeeinflussung: | PZB                                                                     |                                                            |                                                            |
| |                                                                         |                                                            |                                                            |
| \| \| \| von Isny \| \| \| \| 0,000 \| Altshausen \| Altshausen \| \| \| \| nach Herbertingen \| \| \| \| \| DB Netz / Regionale öffentliche Bahn der Stadt Pfullendorf \| \| \| \| 0,650 \| \| \| \| \| 0,70 \| \| \| \| \| 1,250 \| \| \| \| \| 5,00 \| \| \| \| \| 5,900 \| Kreenried \| Kreenried \| \| \| 9,010 \| Hoßkirch-Königseggsee (seit 2019) \| Hoßkirch-Königseggsee (seit 2019) \| \| \| 9,190 \| Hoßkirch-Königsegg \| Hoßkirch-Königsegg \| \| \| 10,20 \| \| \| \| \| 13,30 \| \| \| \| \| 13,40 \| Ostrach (50 m) \| Ostrach (50 m) \| \| \| 13,993 \| Ostrach Bahnhof (bis 1971, seit 2011 wieder) \| Ostrach Bahnhof (bis 1971, seit 2011 wieder) \| \| \| 17,718 \| Burgweiler (bis 1971, Bf bis 2004, seit 2012 wieder) \| Burgweiler (bis 1971, Bf bis 2004, seit 2012 wieder) \| \| \| 22,00 \| \| \| \| \| 22,280 \| Andelsbach \| Andelsbach \| \| \| 22,530 \| Wirtschaftsweg \| Wirtschaftsweg \| \| \| 23,50017,570 \| Burgweiler Streckenwechsel \| Burgweiler Streckenwechsel \| \| \| 17,520 \| ehemaliges Containerterminal Pfullendorf \| ehemaliges Containerterminal Pfullendorf \| \| \| 16,420 \| Pfullendorf (seit 2010, ehemals Pfullendorf Stadtgarten) \| Pfullendorf (seit 2010, ehemals Pfullendorf Stadtgarten) \| \| \| \| Regionale öffentliche Bahn der Stadt Pfullendorf / DB Netz \| \| \| \| 16,044 \| Pfullendorf (bis 2009) \| Pfullendorf (bis 2009) \| \| \| 15,20 \| \| \| \| \| 13,80 \| \| \| \| \| 11,860 \| Aach-Linz \| Aach-Linz \| \| \| 9,50 \| Ruhestetten \| Ruhestetten \| \| \| 6,30 \| \| \| \| \| 5,900 \| Sentenhart \| Sentenhart \| \| \| 5,70 \| \| \| \| \| 4,10 \| Roth (Baden) \| Roth (Baden) \| \| \| 2,40 \| Wirtschaftsweg \| Wirtschaftsweg \| \| \| 1,20 \| Gröbelgraben \| Gröbelgraben \| \| \| \| von Mengen \| \| \| \| 0,000 \| Schwackenreute \| Schwackenreute \| \| \| \| nach Radolfzell \| \| |                                                                         |                                                            |                                                            |
| Strecke |                                                                         | von Isny                                                   | von Isny                                                   |
| Bahnhof | 0,000                                                                   | Altshausen                                                 | Altshausen                                                 |
| Abzweig geradeaus und nach rechts |                                                                         | nach Herbertingen                                          | nach Herbertingen                                          |
| Wechsel des Eisenbahninfrastrukturunternehmens |                                                                         | DB Netz / Regionale öffentliche Bahn der Stadt Pfullendorf | DB Netz / Regionale öffentliche Bahn der Stadt Pfullendorf |
| Brücke | 0,650                                                                   |                                                            |                                                            |
| Brücke | 0,70                                                                    |                                                            |                                                            |
| Brücke | 1,250                                                                   |                                                            |                                                            |
| Brücke | 5,00                                                                    |                                                            |                                                            |
| ehemaliger Haltepunkt / Haltestelle | 5,900                                                                   | Kreenried                                                  | Kreenried                                                  |
| Haltepunkt / Haltestelle | 9,010                                                                   | Hoßkirch-Königseggsee (seit 2019)                          | Hoßkirch-Königseggsee (seit 2019)                          |
| Blockstelle | 9,190                                                                   | Hoßkirch-Königsegg                                         | Hoßkirch-Königsegg                                         |
| Brücke | 10,20                                                                   |                                                            |                                                            |
| Brücke | 13,30                                                                   |                                                            |                                                            |
| Brücke über Wasserlauf | 13,40                                                                   | Ostrach (50 m)                                             | Ostrach (50 m)                                             |
| Bahnhof | 13,993                                                                  | Ostrach Bahnhof (bis 1971, seit 2011 wieder)               | Ostrach Bahnhof (bis 1971, seit 2011 wieder)               |
| Haltepunkt / Haltestelle | 17,718                                                                  | Burgweiler (bis 1971, Bf bis 2004, seit 2012 wieder)       | Burgweiler (bis 1971, Bf bis 2004, seit 2012 wieder)       |
| Brücke | 22,00                                                                   |                                                            |                                                            |
| Brücke über Wasserlauf | 22,280                                                                  | Andelsbach                                                 | Andelsbach                                                 |
| Brücke | 22,530                                                                  | Wirtschaftsweg                                             | Wirtschaftsweg                                             |
| Blockstelle | 23,50017,570                                                            | Burgweiler Streckenwechsel                                 | Burgweiler Streckenwechsel                                 |
| Abzweig geradeaus und von links | 17,520                                                                  | ehemaliges Containerterminal Pfullendorf                   | ehemaliges Containerterminal Pfullendorf                   |
| Haltepunkt / Haltestelle Strecke ab hier außer Betrieb | 16,420                                                                  | Pfullendorf (seit 2010, ehemals Pfullendorf Stadtgarten)   | Pfullendorf (seit 2010, ehemals Pfullendorf Stadtgarten)   |
| Wechsel des Eisenbahninfrastrukturunternehmens (Strecke außer Betrieb) |                                                                         | Regionale öffentliche Bahn der Stadt Pfullendorf / DB Netz | Regionale öffentliche Bahn der Stadt Pfullendorf / DB Netz |
| Bahnhof (Strecke außer Betrieb) | 16,044                                                                  | Pfullendorf (bis 2009)                                     | Pfullendorf (bis 2009)                                     |
| Brücke (Strecke außer Betrieb) | 15,20                                                                   |                                                            |                                                            |
| Brücke (Strecke außer Betrieb) | 13,80                                                                   |                                                            |                                                            |
| Bahnhof (Strecke außer Betrieb) | 11,860                                                                  | Aach-Linz                                                  | Aach-Linz                                                  |
| Haltepunkt / Haltestelle (Strecke außer Betrieb) | 9,50                                                                    | Ruhestetten                                                | Ruhestetten                                                |
| Brücke (Strecke außer Betrieb) | 6,30                                                                    |                                                            |                                                            |
| Bahnhof (Strecke außer Betrieb) | 5,900                                                                   | Sentenhart                                                 | Sentenhart                                                 |
| Brücke (Strecke außer Betrieb) | 5,70                                                                    |                                                            |                                                            |
| Haltepunkt / Haltestelle (Strecke außer Betrieb) | 4,10                                                                    | Roth (Baden)                                               | Roth (Baden)                                               |
| Brücke (Strecke außer Betrieb) | 2,40                                                                    | Wirtschaftsweg                                             | Wirtschaftsweg                                             |
| Brücke über Wasserlauf (Strecke außer Betrieb) | 1,20                                                                    | Gröbelgraben                                               | Gröbelgraben                                               |
| Abzweig ehemals geradeaus und von rechts |                                                                         | von Mengen                                                 | von Mengen                                                 |
| Dienststation / Betriebs- oder Güterbahnhof | 0,000                                                                   | Schwackenreute                                             | Schwackenreute                                             |
| Strecke |                                                                         | nach Radolfzell                                            | nach Radolfzell                                            |

Die Bahnstrecke Altshausen–Schwackenreute verbindet die Gemeinde Altshausen an der Bahnstrecke Herbertingen–Isny mit der Stadt Pfullendorf und wird seit der Reaktivierung 2009 als kommunales Eisenbahninfrastrukturunternehmen betrieben; der weitere Abschnitt von Pfullendorf bis Schwackenreute (eingemeindet in Mühlingen) an der Bahnstrecke Radolfzell–Mengen wurde 1987 abgebaut. Seit 2019 wird die Verbindung Aulendorf–Pfullendorf als „Räuberbahn“ vermarktet, in Anspielung auf einen Räuber der Region des frühen 19. Jahrhunderts, den Schwarzen Vere.

## Geschichte
Den westlichen Teil der Strecke von Schwackenreute nach Pfullendorf eröffneten die Großherzoglich Badischen Staatseisenbahnen am 11. August 1873. Am 14. August 1875 verlängerten die Königlich Württembergischen Staats-Eisenbahnen die Strecke bis Altshausen.
Die Deutsche Bundesbahn stellte am 26. September 1971 den Personenverkehr auf der Gesamtstrecke ein, so dass die Strecke nur noch im Güterverkehr bedient wurde. Am 29. Mai 1983 stellte die Deutsche Bundesbahn auch den Güterverkehr auf dem westlichen Abschnitt zwischen Schwackenreute und Pfullendorf ein und baute diesen Abschnitt Ende 1987 ab.
Auf dem östlichen Abschnitt zwischen Pfullendorf und Altshausen gab es noch bis 31. Juli 2002 nennenswerten Güterverkehr, unter anderem sorgte der Küchenhersteller Alno in Pfullendorf mit eigenem Containerterminal jahrelang für ein vergleichsweise hohes Verkehrsaufkommen. Bis in die 1990er Jahre fand außerdem noch Stückgutumschlag und Ölverladung im Bahnhof Pfullendorf statt. Die formelle Stilllegung jenes Abschnitts erfolgte zum 31. August 2004, zu einem Abbau der Gleise kam es aber nicht, denn dieser Streckenteil wurde von einer kommunalen Interessengemeinschaft ab 2004 gepachtet. Lediglich die Gleisinfrastruktur des Bahnhofs Pfullendorf wurde im Sommer 2009 zurückgebaut; das Streckengleis von Altshausen endet seither vor dem ehemaligen Bahnhof an einem Prellbock.

## Reaktivierung und jüngere Entwicklung
Auf Betreiben der Stadt Pfullendorf und der Gemeinde Ostrach wurde der erhaltene 25 Kilometer lange Abschnitt zwischen Altshausen und Pfullendorf 2009 reaktiviert und steht seitdem als öffentliche Eisenbahn allen Eisenbahnverkehrsunternehmen (EVU) diskriminierungsfrei zur Verfügung. Eisenbahninfrastrukturunternehmen ist die Stadt Pfullendorf. Am 31. Juli 2009 und 1. August 2009 befuhren als erste planmäßige Züge mehrere Fahrradsonderzüge die Strecke nach Pfullendorf.

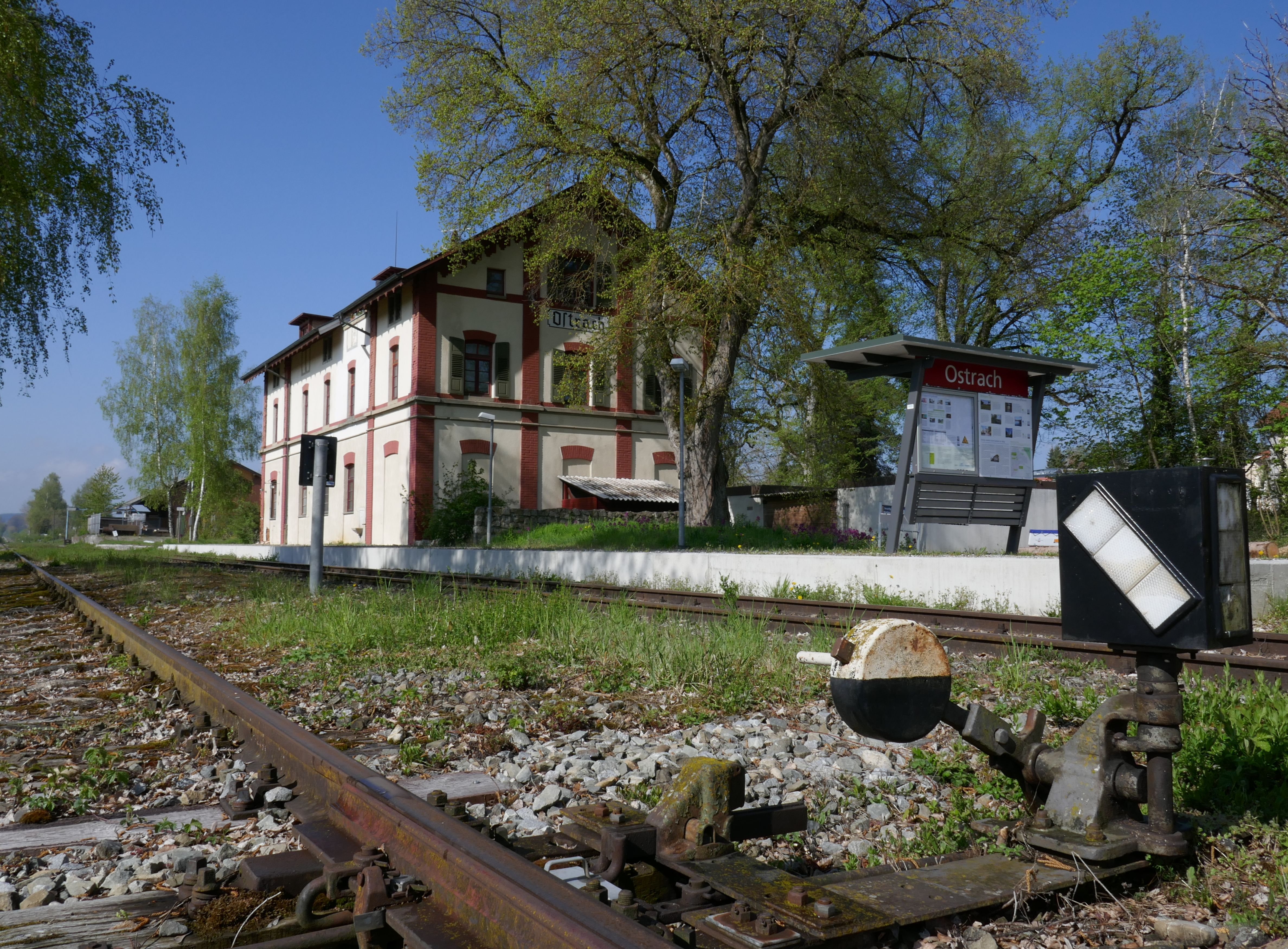
Bahnhof Ostrach mit modernisiertem Bahnsteig

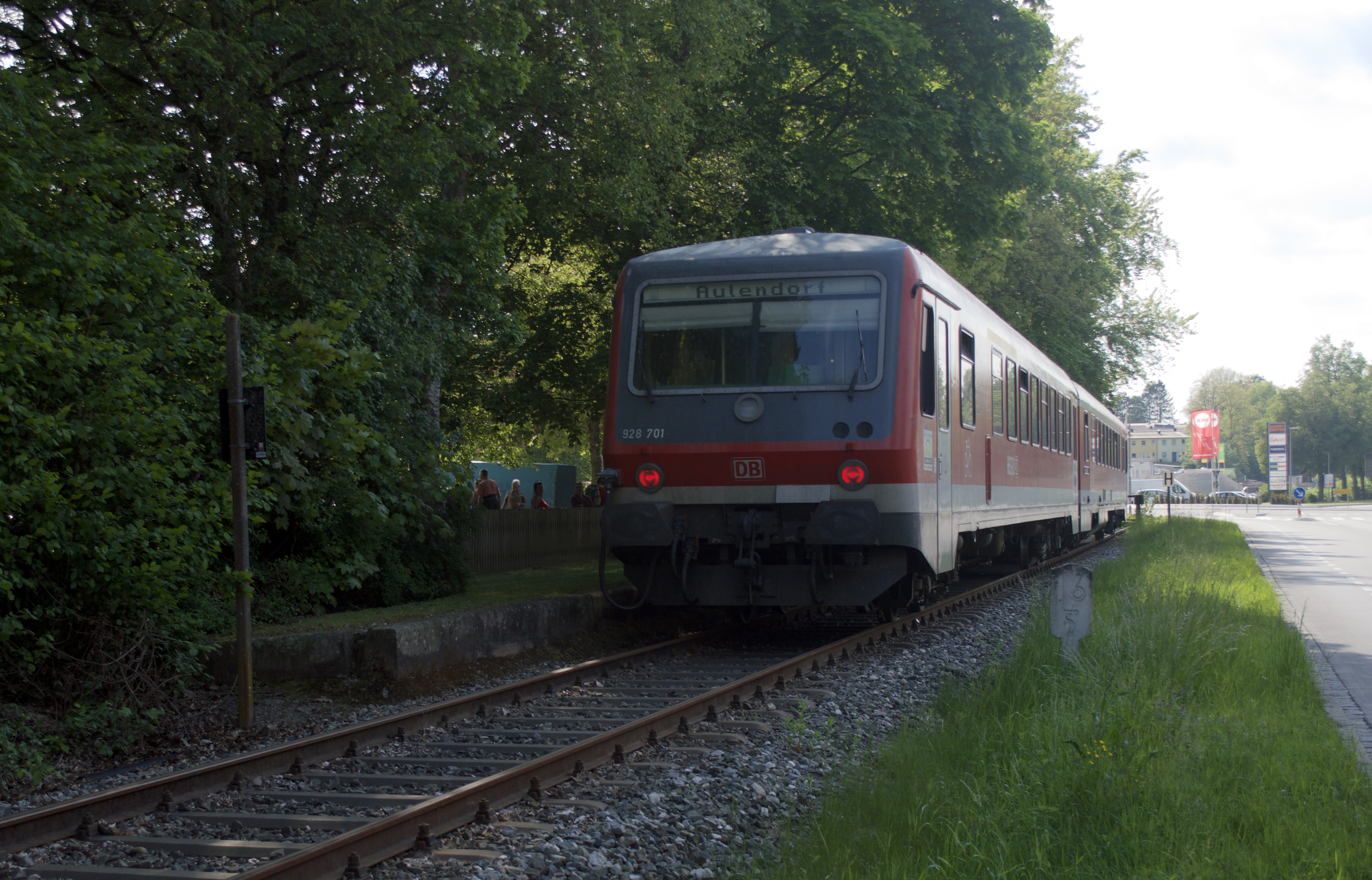
Bahnsteig am heutigen Streckenende in Pfullendorf

Nach erfolgreichen öffentlichen Sonderfahrten am 12. September 2010 und am 11. Dezember 2010 zwischen Aulendorf und Pfullendorf wurde 2011 ein regelmäßiger Ausflugsverkehr aufgenommen: Inzwischen verkehrt der „Radexpress Oberschwaben“ von Mai bis Oktober an allen Sonn- und Feiertagen zwischen Pfullendorf und Aulendorf mit Unterwegshalten in Altshausen, Hoßkirch-Königseggsee (seit 2019), Ostrach Bahnhof und Burgweiler. Damit wird erstmals seit Jahrzehnten wieder fahrplanmäßiger Personenverkehr auf der Strecke angeboten. Am Endpunkt beim Stadtgarten in Pfullendorf wurde hierfür ein einfacher Bahnsteig angelegt.
Sie darf mit einer Höchstgeschwindigkeit von 50 km/h befahren werden. Im Bahnhof Altshausen gibt es Nebengleise und eine Ladestraße mit Anschluss an die zur DB Netz AG gehörende Bahnstrecke Herbertingen–Isny, in Ostrach gibt es diverse Nebengleise und eine Kopframpe und in Burgweiler besteht seit 2017 ein Lagerplatz mit Verlademöglichkeit am Streckengleis; seit 2020 besteht in Pfullendorf Anschluss zur privaten Infrastruktur des ehemaligen Containerterminals (als „Rail Port“ für den Umschlag Schiene/Straße). Zudem beabsichtigt ein auswärtiges Logistikunternehmen, in Ostrach ein neues Containerumschlagterminal zu schaffen.

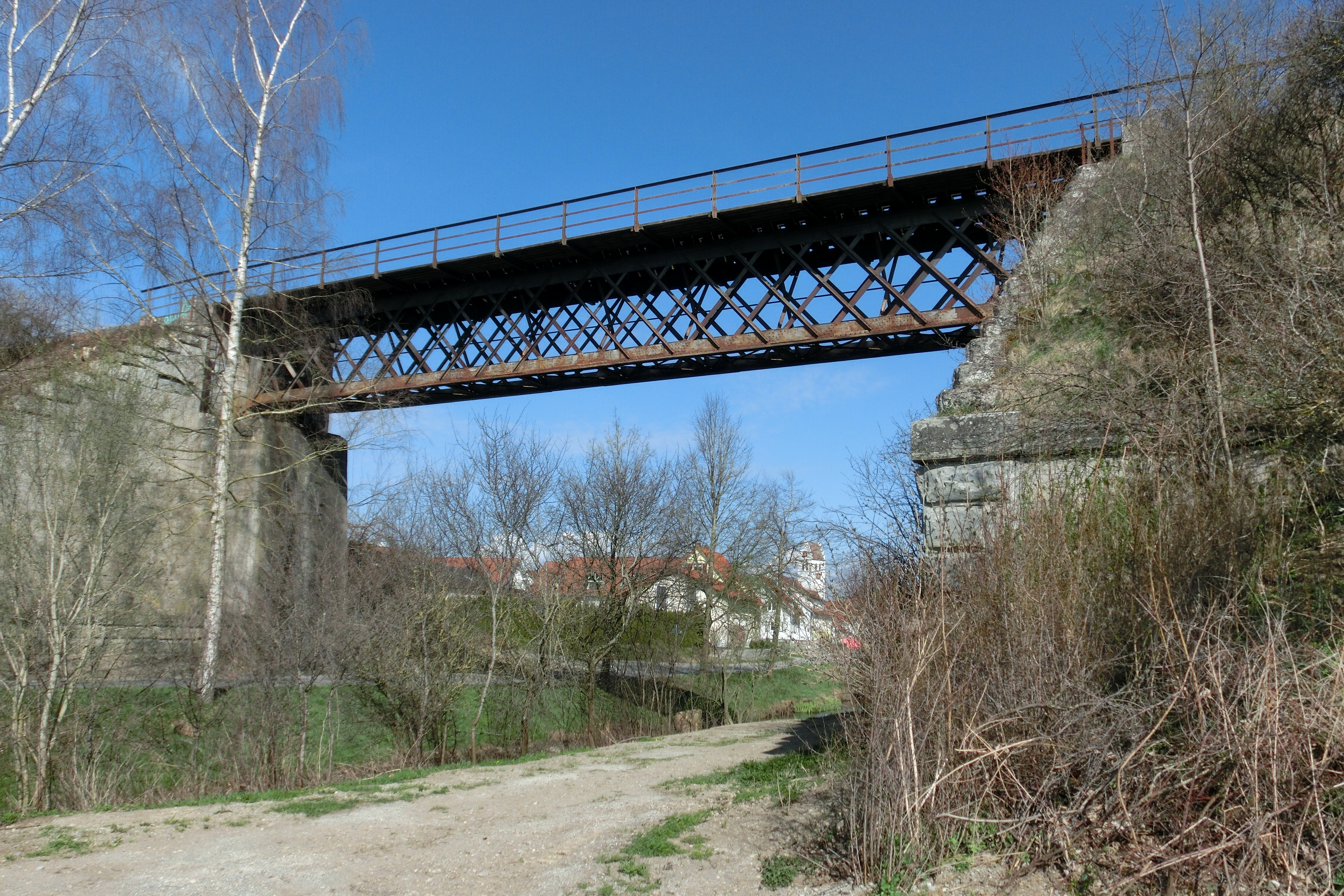
Gitterbrücke in Ostrach über der Ostrach

Im Sommer 2015 haben die Kommunen Pfullendorf, Ostrach und Altshausen die Bahnstrecke für 300.000 Euro von der DB Netz AG gekauft. Der Kaufpreis wurde im Verhältnis 37,5: 37,5: 25 Prozent aufgeteilt. Von den 25 Streckenkilometern verlaufen mehr als die Hälfte auf der Gemarkung Ostrach.
Seit 2017 findet wieder planmäßiger Güterverkehr auf der Strecke statt, überwiegend mit Holzzügen nach/von Burgweiler und Altshausen, aber auch mit Kunstdüngerzügen.
Seit 2018 wird die Strecke im Ausflugs-Personenverkehr ausgebaut: Die Haltepunkte wurden touristisch aufgewertet, in Hoßkirch 2019 ein neuer Haltepunkt am Seebad eingerichtet (Hoßkirch Königseggsee), die Schrankenanlagen an den Bahnübergängen wieder in Betrieb genommen, die Fahrtage des Radexpress Oberschwaben (derzeit immer samstags, sonn- und feiertags von 1. Mai bis Mitte Okt.) verdichtet und touristische Begleitprogramme etabliert. Das Konzept der seither als „Räuberbahn“ vermarkteten Strecke wurde 2019 durch zwei Innovationspreise des Verkehrsministeriums Baden-Württemberg und des Tourismusverbands Bodensee ausgezeichnet. Über 5.000 Fahrgäste nutzen die Ausflugszüge pro Saison. Diese sonntäglichen Züge verkehren als RB 54 und werden von DB Regio betrieben.

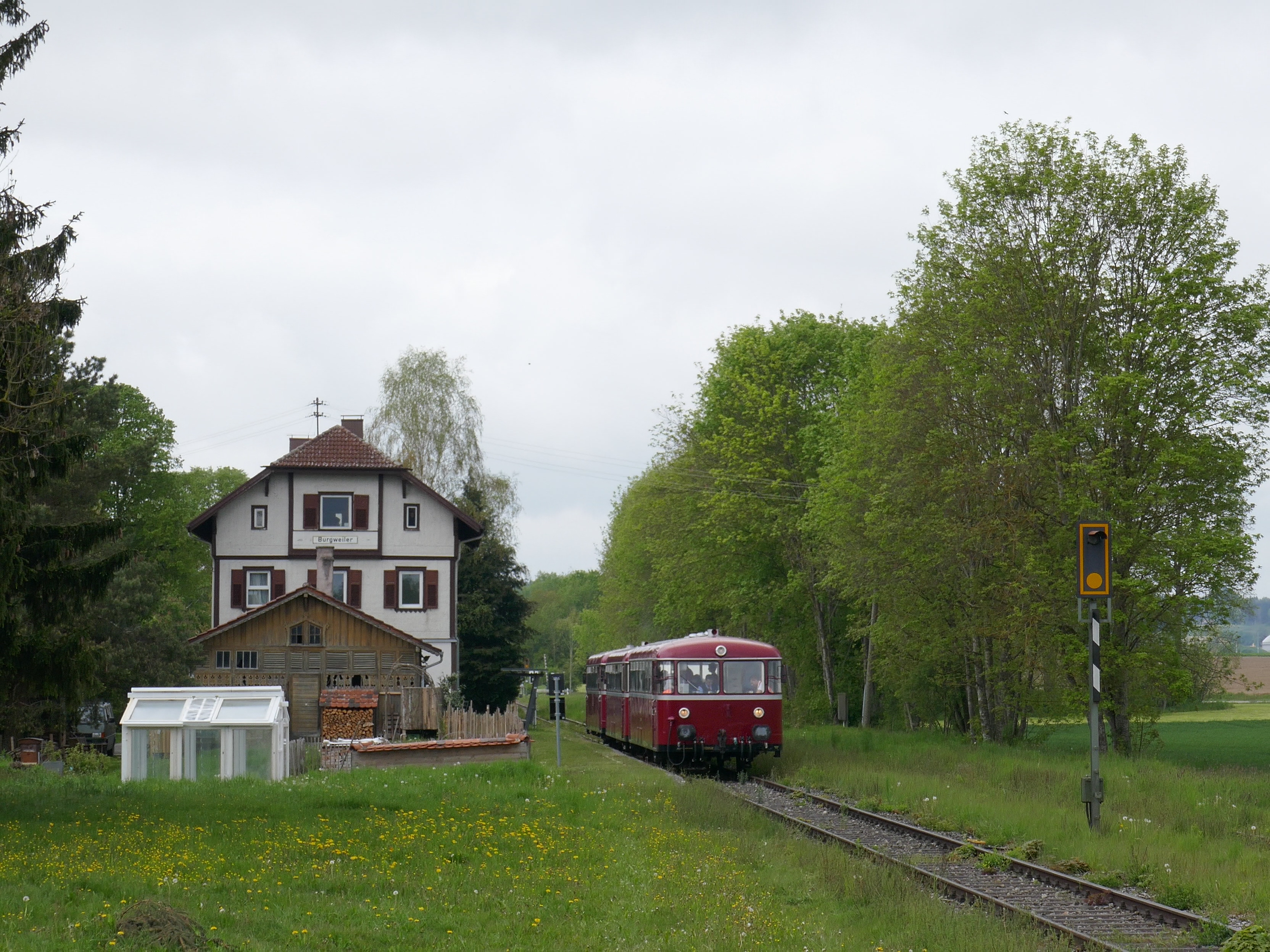
Der heutige Haltepunkt und ehemalige Bahnhof Burgweiler (2019)

Auch das ehemalige Containerterminal in Pfullendorf ist seit 2020 wieder befahrbar. Von 1970 bis 2002 existierte auf dem damaligen Gelände der Firma Alno zunächst ein Anschlussgleis und später ein Containerterminal mit Ausziehgleis und 6 Abstellgleisen, allerdings ohne Umfahrmöglickeit. Die Gleisanlagen wurden nach Stilllegung nicht abgebaut. Das Gelände wurde an die Holzwerke Rückerl verkauft, die seit Anfang 2020 die Anlage in Teilen wieder dem Güterumschlag zur Verfügung stellen. Auf der neu als „Rail Port“ bezeichneten Anlage ist wieder Güter-/Containerumschlag möglich. Wegen der fehlenden Umfahrmöglichkeit (früher wurde dazu der heute nicht mehr existierende Bahnhof Pfullendorf genutzt) muss ab dem letzten Bahnhof mit Umfahrmöglichkeit (Burgweiler) aber geschoben oder mit Sandwichbespannung gefahren werden. Mitte September 2021 bediente der erste Güterzug mit Schnittholz aus Österreich das reaktivierte Containerterminal.
Um für die Räuberbahn zu werben und die Kommunen beim Betrieb der Strecke zu unterstützen, hat sich 2021 ein Förderverein gegründet. Für die Freizeitzüge zwischen Aulendorf und Pfullendorf wirken ehrenamtliche Helfer aus dem Förderverein dort als Zugbegleiter mit. Seit dem 16. April 2023 wird das öffentlich bestellte Angebot durch Züge der Bürgerbahn an Samstagen in der Sommersaison, sowie an einigen Sonntagen vor und nach der Saison verstärkt. Diese Züge werden von ehrenamtlichen Lokführern gefahren und beginnen erst bzw. enden schon bis auf den ersten und letzten Zug in Altshausen.

### Trivia
Die Räuberbahn war am 13. März 2020 u. a. Gegenstand der Folge Nr. 989 der SWR-Fernsehserie Eisenbahn-Romantik.